# Bujakov vrch
Bujakov vrch je přírodní rezervace v oblasti Štiavnické vrchy.
Nachází se v katastrálním území obcí Veľká Lehota a Nová Baňa v okrese Žarnovica v Banskobystrickém kraji. Území bylo vyhlášeno či novelizováno v roce 1997 na rozloze 1,2581 ha. Ochranné pásmo nebylo stanoveno.